# Tumbador
Tumbador es una banda venezolana de música latina y electrónica formada en Mérida en 2001.

## Historia
El grupo comenzó en 2001. Carlos Imperatori había sido parte de la banda Dioslepague, y los tres integrantes se conocían desde hacía una década. Grabaron un álbum y después decidieron hacer una banda como tal, Tumbador, que formó parte del movimiento Los Andes Electrónicos.
Su álbum homónimo, Tumbador, fue producido por Carlos Imperatori, Miguel Molina Y Sebastián Szinetár y se caracterizó por la fusión de sonidos afro-caribeños con música electrónica. Un ejemplo de esta fusión  es la  canción "Sabarabi" Que mezcla el Sangueo de San Millan, un ritmo de las costas del estado Carabobo, con sintetizadores psicodélicos y letras surrealistas.  También Maurimix publica un  remix (Los Amigos Invisibles) de la canción «Toda la noche».
Entre los años  2004 y 2010 estuvieron en la movida musical venezolana.Tocando en clubes y en distintas ferias del país.  En febrero de 2007 fueron parte de la Feria del Soul en M̟érida y en 2008 tocaron en México en par de oportunidades. . Pasaron de presentarse de manera Electrónica a ser más de 8 músicos en vivo, Guitarra, teclados, tambores, tumbadoras, timbal y en algunos casos un trombón los acompañaba haciendo un set lleno  improvisación sobre los temas de su único disco.

## Estilo musical
La banda ha abarcado géneros como ritmos afrocaribeños, el house, electro jazz y dub.

## Miembros
- Carlos Imperatoriː guitarra
- Miguel Molinaː teclados
- Sebastián Szinetarː voz y cuatro.

## Discografía
- Tumbador (2005)